# فهرست مربیان برنده جام ملت‌های اروپا

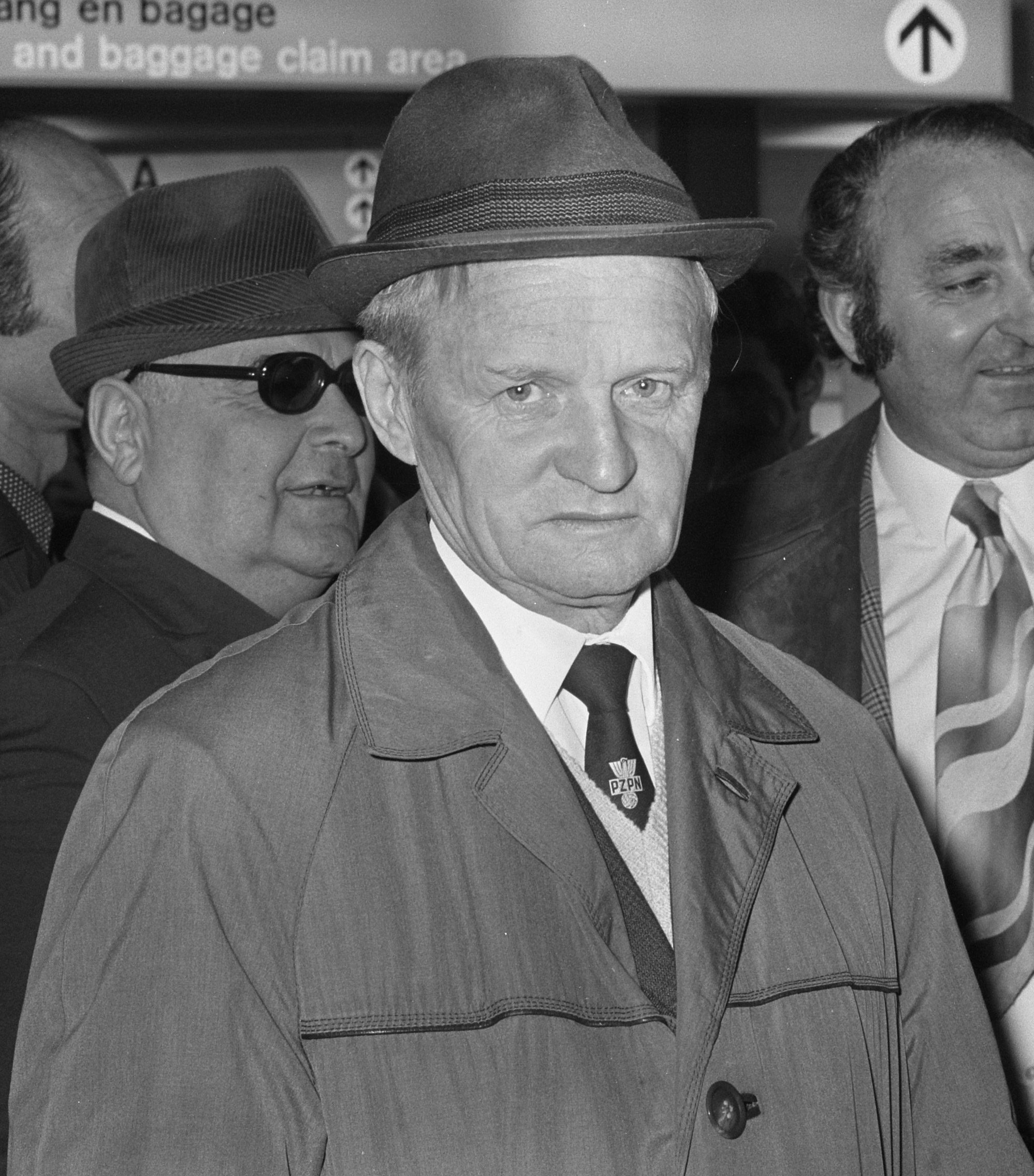
گاوریل کاچالین نخستین مربی بود که توانست برندهٔ جام ملت‌های اروپا شود

جام ملت‌های اروپا مهم‌ترین تورنمنت ملی فوتبال در اروپا است. تا سال ۲۰۲۴، هفده دوره از این رقابت‌ها برگزار شده است که ده تیم ملی قهرمان شده‌اند: اسپانیا با چهار قهرمانی، آلمان با سه قهرمانی، فرانسه و ایتالیا، هر کدام با دو قهرمانی و شوروی، چکسلواکی، هلند، دانمارک، یونان و پرتغال، هر کدام با یک قهرمانی. نقش سرمربی این است که بازیکنان را برای مسابقات قهرمانی اروپا انتخاب کند و تاکتیک‌های تیم را توسعه دهد. مربی به‌دلیل اهمیت قهرمانی در رقابت‌ها و عدم ارتباط روزانه با بازیکنان تیم‌های باشگاهی در طول فصل، با چالش‌هایی مواجه است.
گاوریل کاچالین در سال ۱۹۶۰، در نخستین دوره از این رقابت‌ها توانست شوروی را به قهرمانی برساند. هیچ مربی‌ای بیش از یک بار موفق به کسب قهرمانی نشده است و همهٔ آن‌ها این عنوان را با تیم ملی کشورشان کسب کرده‌اند؛ به‌جز اتو ریهاگل، مربی آلمانی که تیم ملی یونان را در سال ۲۰۰۴ به قهرمانی رساند. هلموت شون و برتی فوگتس، دو مربی‌ای هستند که قهرمانی و نایب‌قهرمانیِ این رقابت‌ها را کسب کرده‌اند. آلمان غربی با هدایت شون، در جام ملت‌های اروپا ۱۹۷۲ قهرمان و در جام ملت‌های اروپا ۱۹۷۶ نایب‌قهرمان شد. فوگتس نیز با هدایت تیم ملی آلمان، قهرمانی جام ملت‌های اروپا ۱۹۹۶ و نایب‌قهرمانی جام ملت‌های اروپا ۱۹۹۲ را کسب کرد. فوگتس همچنین تنها شخصی است که به‌عنوان بازیکن نیز قهرمانی در این رقابت‌ها را به‌دست آورده است. او این قهرمانی را در سال ۱۹۷۲، به‌همراه آلمان غربی تجربه کرد. شون و ویسنته دل بوسکه تنها مربیانی هستند که قهرمانی در جام ملت‌های اروپا و جام جهانی را کسب کرده‌اند. شون با هدایت آلمان توانست این تیم را در سال ۱۹۷۲، قهرمان جام ملت‌ها و در سال ۱۹۷۴، قهرمان جام جهانی کند. اسپانیا با هدایت دل بوسکه در سال ۲۰۱۰، قهرمان جام جهانی و در سال ۲۰۱۲، قهرمان جام ملت‌ها شد.
خوسه ویالونگا یورنته با ۴۴ سال و ۱۹۲ روز سن، به‌عنوان جوان‌ترین مربی قهرمان در این مسابقات شناخته می‌شود. او در جام ملت‌های اروپا ۱۹۶۴، مربی تیم ملی اسپانیا بود. لوییس آراگونس، مربی اسپانیا در جام ملت‌های اروپا ۲۰۰۸، با ۶۹ سال و ۳۳۶ روز سن، به‌عنوان مسن‌ترین مربی‌ای شناخته می‌شود که هدایت تیم قهرمان را بر عهده داشته است. یوآخیم لوو و لارس لاگربک مشترکاً با شرکت در چهار تورنمنت مختلف، رکورددار بیشترین حضور به عنوان مربی در این مسابقات هستند. علاوه بر این، لوو رکورددار بیشترین بازی هدایت‌شده (۲۱) و بیشترین برد (۱۲) در مسابقات است که شامل تورنمنت‌های برگزارشده از ۲۰۰۸ تا ۲۰۲۰ می‌شود.

## مربیان برنده
| سال  | مربیان برنده         | ملیت               | تیم ملی برنده      |
| ---- | -------------------- | ------------------ | ------------------ |
| ۱۹۶۰ | گاوریل کاچالین       | اتحاد جماهیر شوروی | اتحاد جماهیر شوروی |
| ۱۹۶۴ | خوسه ویالونگا یورنته | اسپانیا            | اسپانیا            |
| ۱۹۶۸ | فروتچو والکارجی      | ایتالیا            | ایتالیا            |
| ۱۹۷۲ | هلموت شون            | آلمان غربی         | آلمان غربی         |
| ۱۹۷۶ | واتسلاف یژک          | چکسلواکی           | چکسلواکی           |
| ۱۹۸۰ | یوپ دروال            | آلمان غربی         | آلمان غربی         |
| ۱۹۸۴ | میشل ایدالگو         | فرانسه             | فرانسه             |
| ۱۹۸۸ | رینوس میشل           | هلند               | هلند               |
| ۱۹۹۲ | ریچارد مولر نیلسن    | دانمارک            | دانمارک            |
| ۱۹۹۶ | برتی فوگتس           | آلمان              | آلمان              |
| ۲۰۰۰ | روژه لمر             | فرانسه             | فرانسه             |
| ۲۰۰۴ | اتو ریهاگل           | آلمان              | یونان              |
| ۲۰۰۸ | لوییس آراگونس        | اسپانیا            | اسپانیا            |
| ۲۰۱۲ | ویسنته دل بوسکه      | اسپانیا            | اسپانیا            |
| ۲۰۱۶ | فرناندو سانتوس       | پرتغال             | پرتغال             |
| ۲۰۲۰ | روبرتو مانچینی       | ایتالیا            | ایتالیا            |
| ۲۰۲۴ | لوئیس د لا فوئنته    | اسپانیا            | اسپانیا            |

## بر پایه ملیت
| ملیت    | مربی(ها) | تعداد قهرمانی |
| ------- | -------- | ------------- |
| آلمان   | ۴        | ۴             |
| اسپانیا | ۴        | ۴             |
| فرانسه  | ۲        | ۲             |
| ایتالیا | ۲        | ۲             |
| روسیه   | ۱        | ۱             |
| اسلواکی | ۱        | ۱             |
| هلند    | ۱        | ۱             |
| دانمارک | ۱        | ۱             |
| پرتغال  | ۱        | ۱             |